# Coleção Avelana

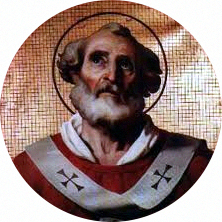
Papa Hormisda

Coleção Avelana (em latim: Collectio Avellana) é um dossiê de 243 cartas e éditos de imperadores, papas, bispos e magistrados que cobre os anos 367-553; muitas dos documentos citados pertencem ao papa Hormisda (514-523). Seu nome deriva da Fonte Avelana, na Itália, onde um manuscrito da coleção foi encontrado. Seus documentos são considerados de grande valor pelos estudiosos, uma vez que revelam importantes assuntos de caráter eclesiástico e secular: uma disputa de 384 sobre o bispo Lúcifer, um dos partidários de Atanásio de Alexandria; alegações do papa Gelásio I de um renascimento pagão em Roma; a controvérsia sobre o teopassianismo envolvendo o imperador Justiniano (r. 527–565) e Severo de Antioquia, etc. Uma tradução em latim do tratado de Epifânio, Sobre as Doze Pedras Preciosas, está anexado no fim da coleção.